# 富田城 (伊勢国)
富田城（とみだじょう）は、三重県四日市市富田1丁目24番地～26番地付近（伊勢国北勢地方の朝明郡）にあった日本の城。北勢四十八家の1つ南部氏の居城。

## 歴史
富田城の前身は『吾妻鏡』によると、1204年（元久元年）の三日平氏の乱の際に伊勢平氏の一党である進士三郎基度が、富田六郷の東西富田の地に築いた居館とされる。その後1446年（文安3年）、古文書に南部三郎行直の子と伝わる南部修理大夫頼村が、信濃国野沢庄より当地に移住して富田城を築いた。頼村は最初は室町幕府に仕え、その後は伊勢の国司の北畠家に服属した。
南部氏は、代々富田六郷の東富田村・西富田村を統治して、同地の神仏を尊び地域の地場産業を興して富田発展の基礎を築き、領民から親しまれる領主だった。周辺の富洲原地区の富田一色村・松原村・天ヶ須賀地域にも影響力があった。近隣の蒔田村には蒔田氏が統治する蒔田城 (伊勢国)、同じ富田地区の茂福村には朝倉氏の茂福城などがあり、茂福城の朝倉氏と羽津城の領主・田原氏との間では茂福合戦があった。
南部氏は頼宗、頼武、頼連、兼綱と室町時代から戦国時代にかけて120年余りの期間、当地を支配して北勢四十八家の一つに数えられた。しかし、1568年（永禄11年）5代目当主の兼綱の代に、織田信長の伊勢侵攻により富田城は落城して兼綱は自刃、南部氏は滅亡した。富田城は廃城となり、兼綱の孫の甲斐守忠次は仏門に入り、当地に蓮光寺を開基した。弟の甚八郎忠明もまた仏門に入り四日市市堀木の専念寺に入った。

## 現在の富田城
近鉄名古屋線・三岐鉄道三岐線 近鉄富田駅東側の市立富田幼稚園付近を中心に、市立富田小学校と駅周辺の富田茶屋町付近にあったとされる。近代化による同地区の市街地化により富田城の地割も跡形もなく消滅してしまった。中世富田城の名残として富田幼稚園の運動場には銀杏の古木が残存している。朝明郡富田の地籍図によると、南方にある茂福城に形状が類似していたという。